# Bathyraja bergi
Bathyraja bergi är en rockeart som beskrevs av Vladimir Nikolaevich Dolganov 1983. Bathyraja bergi ingår i släktet Bathyraja och familjen egentliga rockor. IUCN kategoriserar arten globalt som livskraftig. Inga underarter finns listade.